# Spoorlijn Luleå - Narvik
De spoorlijn Luleå - Narvik, ook wel als Ertsspoorlijn bekend, (Zweeds: Malmbanan), (Noors: Ofotbanen) is een spoorlijn in het noorden van Zweden die de steden Luleå, Boden en Kiruna verbindt.
De spoorlijn dankt zijn naam aan het feit dat over de spoorlijn beduidend meer ijzererts wordt vervoerd dan personen. Vanuit Kiruna is de spoorlijn doorgetrokken naar Narvik in Noorwegen. De haven van Luleå vriest in de winter dicht, die van Narvik blijft dankzij de Golfstroom het hele jaar open.

## Geschiedenis
De Europa Railway Company, een vennootschap naar Engels recht, kreeg in 1878 toestemming voor de bouw van een spoorweg van Luleå tot de Noorse kust. De spoorlijn werd later Malmbanan genoemd. In 1884 werd begonnen met de bouw van de spoorweg.
Het traject tussen Gällivare en Luleå werd in 1888 geopend. Het Engels kapitaal was toen uitgeput. Het bedrijf ging failliet en werd overgenomen door de Zweedse staat.
In 1891 werd het eerste ijzererts uit Malmberget naar Luleå verzonden.
Het traject tussen Kiruna en Narvik werd in 1903 geopend.

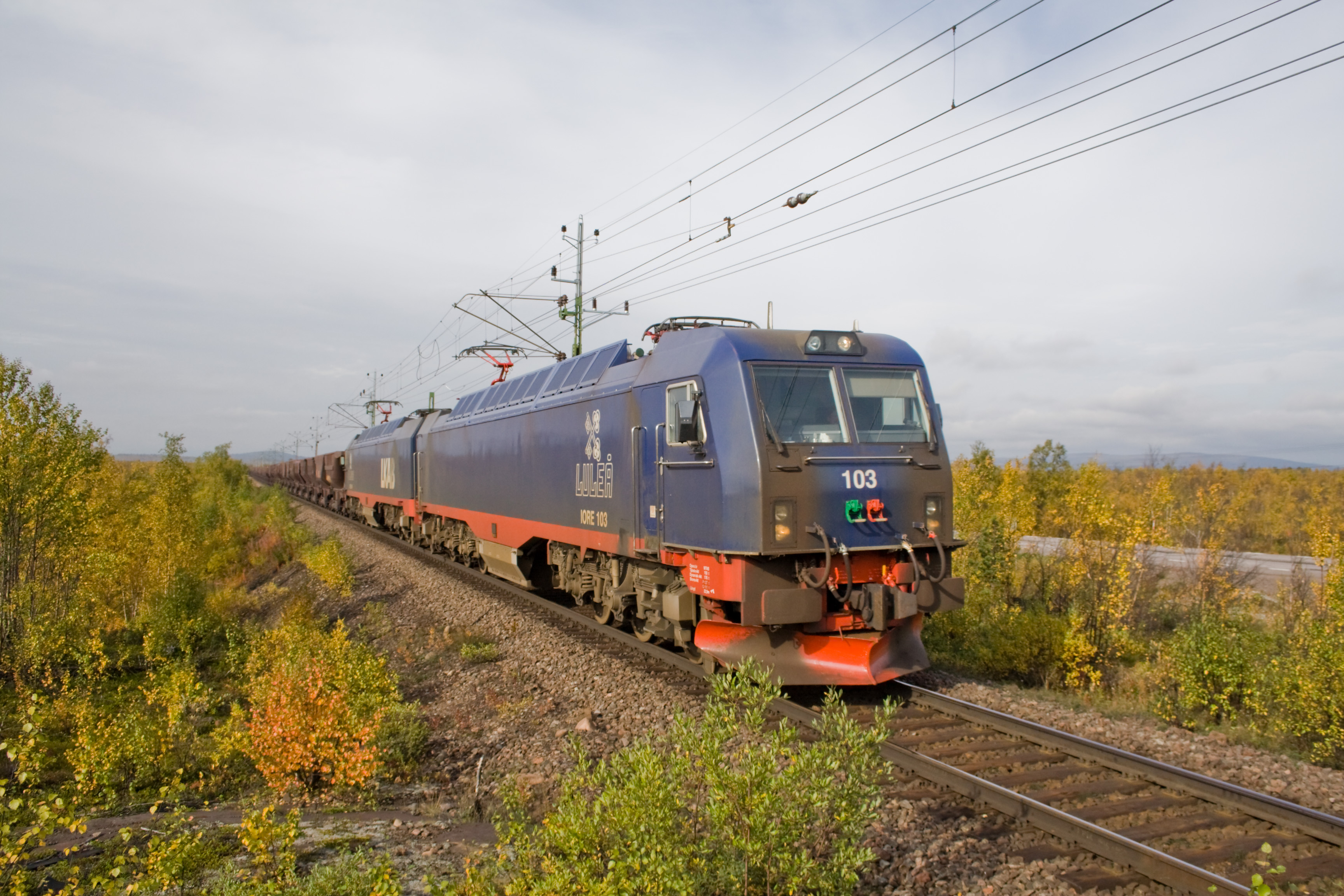
IORE locomotief Ertsspoorlijn

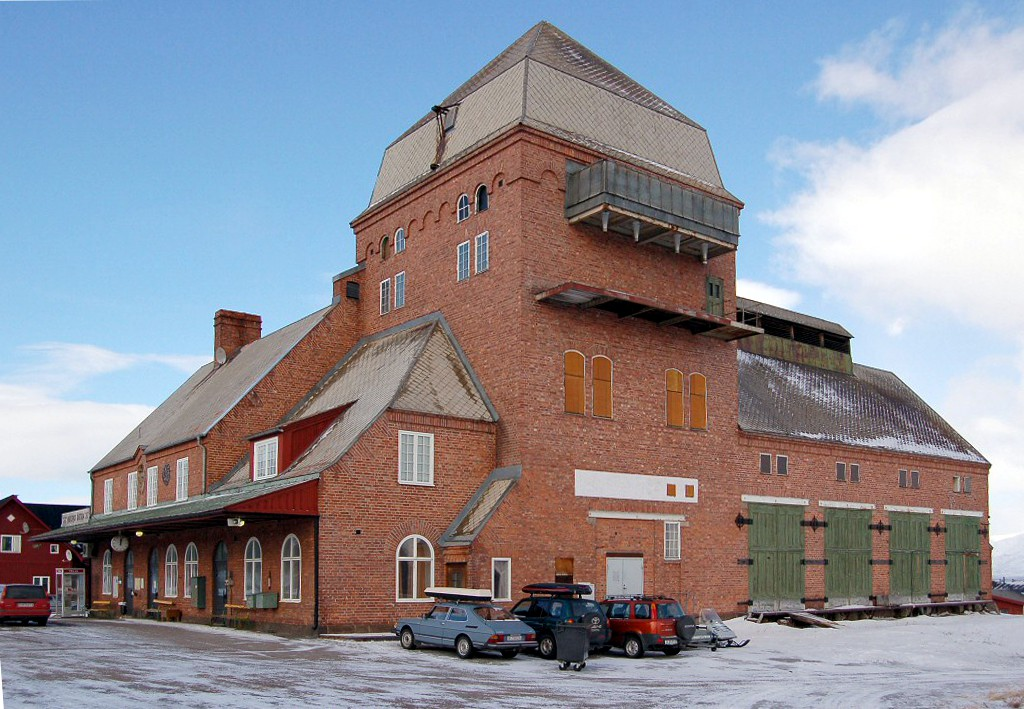
voormalig station met transformatorgebouw van Abisko Östra

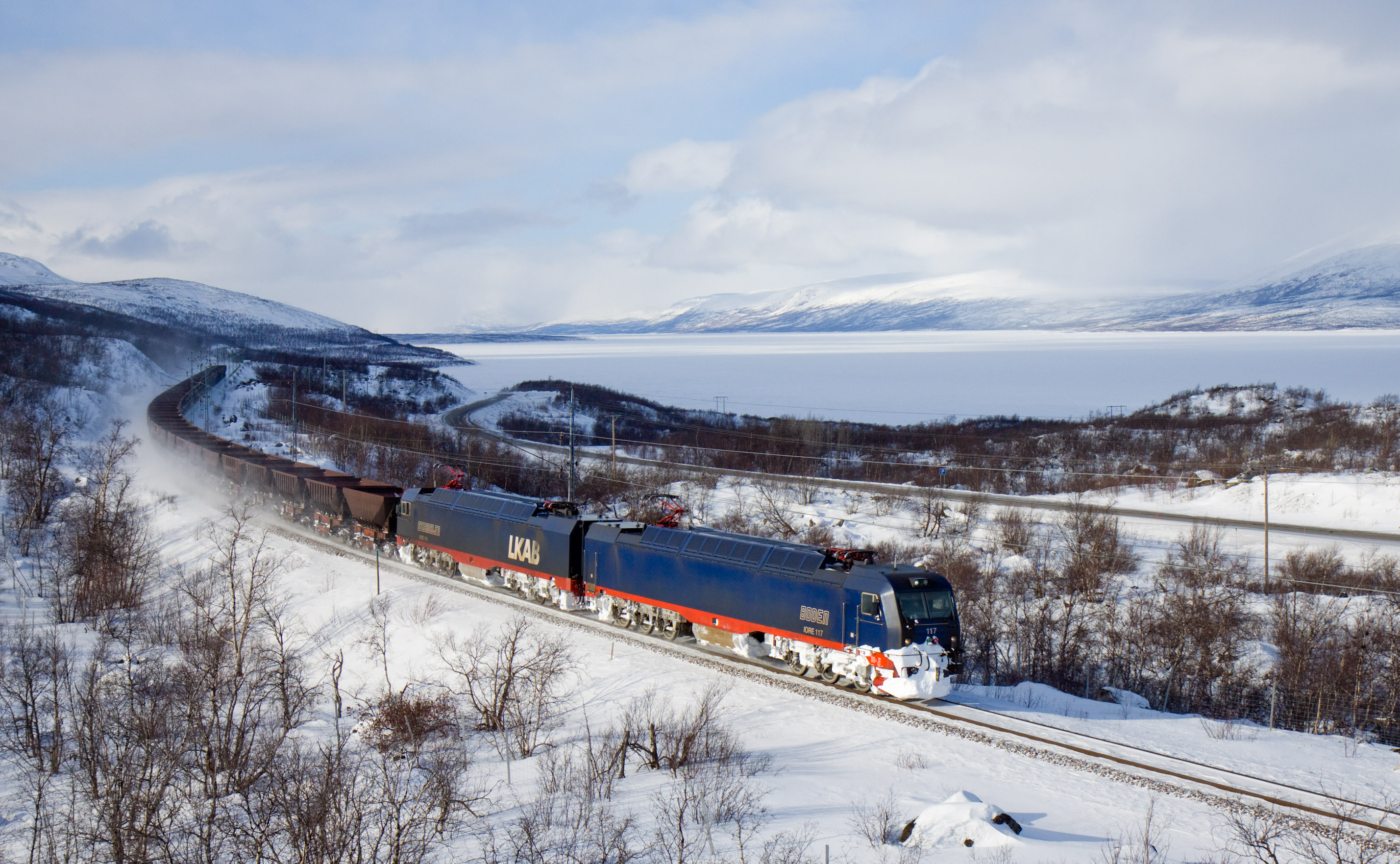
Malmtrafikk langs Torneträsk

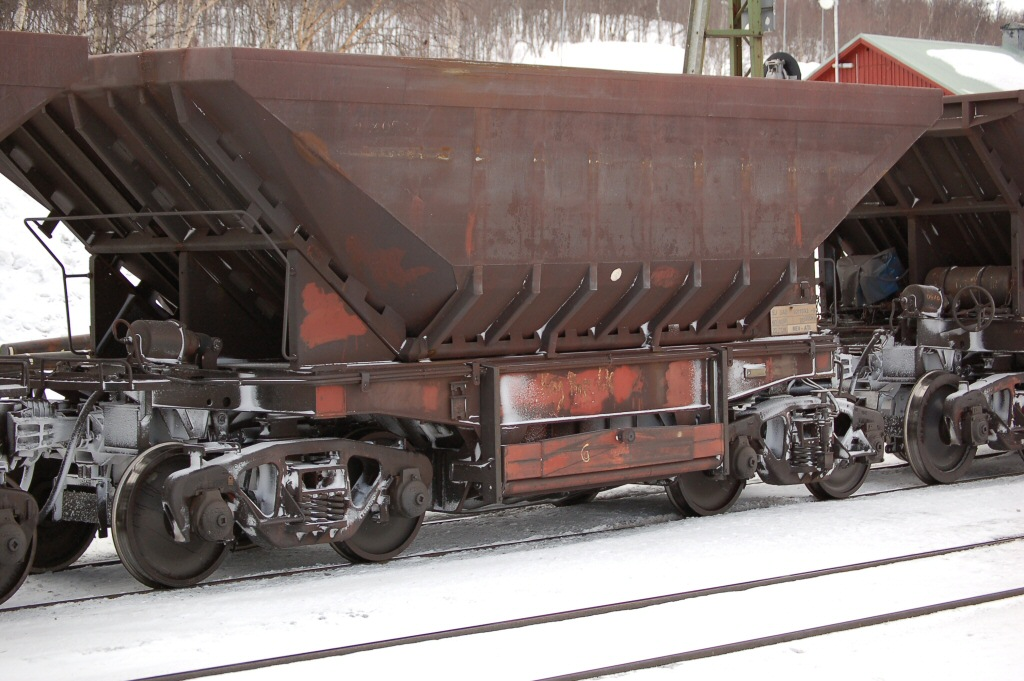
Ertswagon type Uad te Littera

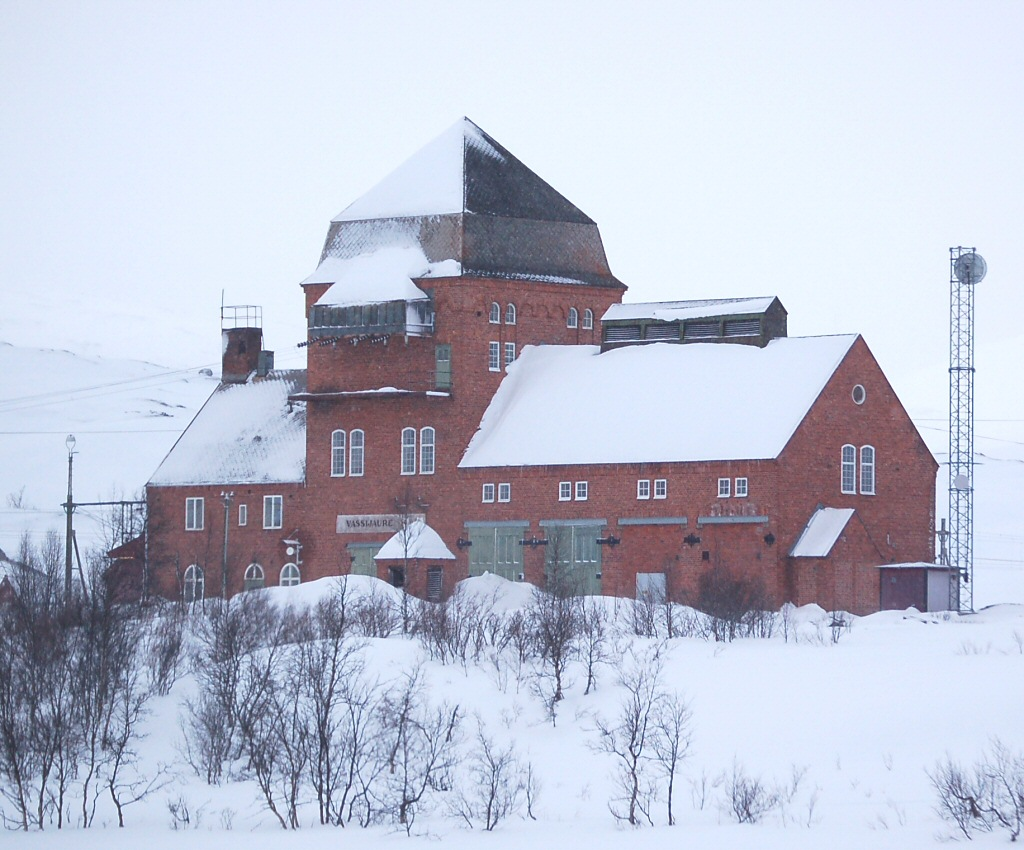
voormalig station met transformatorgebouw van Vassijaure

### Kiruna
In verband met de verzakkingen in de stad Kiruna wordt in de zomer van 2009 begonnen met de aanleg van een 18 kilometer lange omleiding en een nieuwe laadplaats voor ijzererts ter hoogte van Råtsi.
In Råtsi is de vertakking van een nieuwe ten westen van Kiruna. Deze lijn loopt sinds augustus 2012 tussen Kirunavaara (Kia, 298 km) en Peuravaara (Pea, 307 km). Hier is er een verbinding in de driehoek, zodat rechtstreeks naar Riksgränsen en Narvik en een andere in zuidelijke richting naar de stad en Kiruna gereden kan worden. Het is de bedoeling om een nieuw station aan deze lijn te bouwen.

### Ongeval
Bij een frontale botsing bij Straumsnes in 1969 reden de trein uit Narvik en de trein uit Kiruna op elkaar.

## IJzererts
Het ijzererts wordt gewonnen door de Luossavaara-Kiirunavaara Aktiebolag (LKAB), de exploitant van de ijzerertsmijnen te Kiruna en Malmberget dicht bij Gällivare. De aandelen van de LKAB zijn voor 100% in het bezit van de Zweedse staat.
De LKAB bezit vijf dochterondernemingen, namelijk de transportgroep Malmtrafikk AB (MTAB) / Malmtrafikk AS (MTAS), de raffinaderij Minelco, de boormachinefabrikant Wassara, de woningbouwonderneming FAB (Fastighets AB Malmfälten) en de grind- en betonfabrieken KGS (AB Kiruna Grus- och Stenförädling).

## Treindiensten

### Malmtrafikk
De transportgroep Malmtrafikk AB (MTAB) / Malmtrafikk AS (MTAS) verzorgt sinds 2003 het vervoer van het ijzererts naar de beide havenplaatsen Narvik en Luleå.

### SJ
De Statens Järnvägar (SJ) verzorgt vanaf juli 2008 het personenvervoer op dit traject met stop- en slaaptreinen.
- Intercity Narvik - Kiruna C - Boden C - Luleå C (Resplus-dienstregeling nr 30)
- Nacht/slaaptrein 94: Narvik - Kiruna C (K) - Boden C - Luleå C - Boden C - Älvsbyn - Jörn - Bastuträsk - Umeå C - Örnsköldsvik - Sundsvall - Gävle - Uppsala - Stockholm C (Traject vanaf 2010)
- Slaaptrein 10094: Gelijk traject als trein 94 tot Bastuträsk vanwaar deze trein stopt in Vännäs en verder rijdt naar Mellansel, Långsele, Bräcke en Sundsvall C. Vanaf Sundsvall rijdt de trein verder op het 94-gelijke traject naar Stockholm (Dienstregelingen 40)

### Veolia
Veolia verzorgde tot juli 2008 het personenvervoer op dit traject met stop- en slaaptreinen.
- 30: Narvik - Kiruna C - Boden C - Luleå C
- 40: Luleå C - Boden C (K) - Umeå C (K) - Vännäs - Ånge - Gävle C - Uppsala C - Stockholm C / Gävle C - Avesta Krylbo - Västerås C - Örebro C - Hallsberg - Skövde C - Herrljunga - Göteborg C

Opmerking: (K) Trein maakt kop op dit station.

## Elektrische tractie
Het traject tussen Kiruna en Riksgränsen werd als eerste traject in Zweden vanaf 1915 geëlektrificeerd met een spanning van 15.000 volt 16.7 Hz wisselstroom. De rest van het traject werd in 1923 geëlektrificeerd.

## Traject
De trein rijdt tussen Luleå en Boden in stedelijk gebied. Het traject na Boden voert door het grote moeras van Lapland. Pas als de spoorlijn langs het Torneträsk komt te liggen heeft hij weer echt vaste bodem onder zich. Als de spoorlijn zich weer "losmaakt" van het meer klimt de lijn tot aan de grens met Noorwegen, Riksgränsen; hij steekt daar een pas over en daalt uiteindelijk na veel bochtenwerk tot in Narvik. Het traject Rikgränsen-Narvik kenmerkt zich door uitzichten over de fjord aan de ene kant en steile bergwanden aan de andere kant. Het uitzicht wordt soms belemmerd door tunnels, die zijn aangelegd om de spoorlijn te beschermen tegen lawines.
Het stationsgebouw van Vassijaure wordt nog als dienstgebouw gebruikt. Het personeel kan gewisseld en overnachten. Bij aanwezigheid van personeel kan een klein museum met hoofdzakelijk spoorse zaken worden bezocht.
Het stationsgebouw heeft een gelijke bouw/indeling als dat van Torneträsk.
Het traject Boden-Kiruna wordt gedeeld met de Spoorlijn Stockholm-Kiruna.

## Aansluitingen
In de volgende plaatsen was of is er een aansluiting van de volgende spoorwegmaatschappijen:

### Luleå
In Luleå is een technisch museum en in Karlsvik is een spoorwegmuseum (Norrbottens Järnvägsmuseum).

### Boden
- Stambanan Norrland spoorlijn tussen (Ånge-) Bräcke - Långsele - Vännäs en Boden
- Haparandabanan spoorlijn tussen Boden en Haparanda

### Gällivare
- Inlandsbanan spoorlijn tussen Kristinehamn en Gällivare